# Rolls-Royce Spectre
Rolls-Royce Spectre är en eldriven lyxbil, som den brittiska biltillverkaren Rolls-Royce Motor Cars presenterade i oktober 2022.

## Rolls-Royce Spectre
Coupé-modellen Spectre är Rolls-Royces första elbil. Ett batteripack med en vikt om 700 kg ska ge en räckvidd på 520 km. De första bilarna ska levereras till kund i slutet av 2023 med ett pris från €318 500 plus skatter.